# Hataraki Man
Hataraki Man (働きマン?) è un seinen manga di Moyoco Anno pubblicato a partire dal 2004. Adattato in una serie animata in 11 episodi nel 2006 e in un dorama stagionale autunnale l'anno successivo.
La storia è incentrata sulla ventottenne Hiroko, redattrice della rivista Weekly JIDAI (週刊「JIDΑI」?, Shūkan JIDAI); laboriosa e di talento, che lavora però in un ambiente decisamente maschilista. I colleghi incominciano a riferirsi a lei col nomignolo di Hataraki Man (働きマン? lett. uomo da lavoro), a causa della sua spiccata dedizione, che, incredibilmente per loro, la rende più produttiva ed affidabile degli stessi colleghi maschi.
Nonostante i successi ripetuti conseguiti in ambito professionale, la nostra giovane eroina si trova però ad affrontare e lottare contro momenti cupi di dubbio ed incertezza, cercando costantemente di bilanciare le sue energie tra carriera e vita sentimentale.

## Trama

Hiroko Matsukata

Hiroko è una giovane donna che lavora per una rivista aziendale; ha sempre messo tutte le energie a sua disposizione nel lavoro, ed è oramai nota per essere un'impiegata sicura e decisa che può facilmente trasformarsi in un autentico "uomo di fatica". Ma nonostante il successo e gli apprezzamenti ripetutamente ricevuti in ambito professionale, la sua vita risulta intimamente vuota e sterile: è carente difatti completamente di romanticismo ed affettività.
Vorrebbe tanto andare ad un appuntamento romantico come fanno tutti; ma, il ragazzo che attualmente frequenta è un maniaco del lavoro ancora più di lei.

### Personaggi  Doppiaggio giapponese/italiano
Hiroko Matsukata  (松方弘子 ?, Matsukata Hiroko)
Rie Tanaka/Letizia Ciampa
28 anni, editor del "Weekly JIDAI". Una donna che dedica tutta se stessa alla realizzazione professionale; mette l'intera sua esistenza a disposizione del suo impiego, al fine di ottenere uno standard sempre più elevato di perfezione. Suo obiettivo ultimo è quello di possedere e pubblicare una rivista tutta sua.
Maiko Kaji  (梶舞子 ?, Kaji Maiko)
Kanako Kondō/Laura Lenghi
31 anni. Una donna raffinata ed elegante, corteggiata da tutti gli uomini; generalmente se ne sta silenziosa e in disparte.
Akihisa Kobayashi  (小林明久 ?, Kobayashi Akihisa)
Yūji Ueda/Alessandro Quarta
29 anni. Mite giornalista responsabile della sezione "food and porn" della rivista. Lui e Hiroko vengono assunti quasi nello stesso momento.
Mayu Nagisa  (渚マユ ?, Nagisa Mayu)
Misato Fukuen/Debora Magnaghi
23 anni. Suo obiettivo principale nella vota è quello di scrivere un'opera di narrativa in collaborazione col suo autore preferito; è una delle amiche più strette di Huroko all'interno dell'ufficio.
Kimio Narita  (成田君男 ?, Narita Kimio)
Ken'yū Horiuchi/Paolo Marchese
39 anni, redattore e diretto superiore di Hiroko. Solitamente è un uomo di carattere amabile che cerca sempre di aiutare gli altri dipendenti, spronandoli sempre ad ottenere il massimo dei risultati. Tutti sanno che "a lui non piacciono le donne".
Yumi Nogawa  (野川由実 ?, Nogawa Yumi)
Kana Hanazawa/Ilaria Latini
26 anni, redattore sportivo. Una delle quattro donne che lavorano all'interno della redazione della rivista. È quasi del tutto l'opposto di Hiroko, avendo scelto di evidenziare il suo lato femminile, invece di cercar di mettersi in competizione con gli uomini diventando così come loro. Pare sia la fidanzata dell'ex di Maiko, anche se questo fatto non risulta mai essere completamente certo.
Fumiya Sugawara  (菅原文哉 ?, Sugawara Fumiya)
Kazuya Nakai/Alessandro Quarta
32 anni, è più un paparazzo che un giornalista tradizionale. Dà accanitamente la caccia a storie scandalistiche ed è sempre all'inseguimento di uno scoop. Inaspettatamente possiede una calma interiore che si viene ad esprimere attraverso il suo piacere nel fotografare il cielo; anche se esternamente fa di tutto per apparire come un uomo burbero ai limiti della cattiveria.
Kunio Tanaka  (田中邦男 ?, Tanaka Kunio)
Daisuke Kishio/Flavio Aquilone
22 anni, è un ragazzo che crede fermamente nel fatto che la vita non andrebbe mai completamente sprecata nel lavoro. A differenza di Hiroko, non sente la necessità per realizzare se stesso e di dedicare l'intera propria esistenza alla professione: la loro etica lavorativa non potrebbe essere più differente.
Tatsuhiko Umemiya  (梅宮龍彦 ?, Umemiya Tatsuhiko)
45 anni, caporedattore. Un uomo piuttosto arretrato di vedute, spesso accusato d'essere sessista; molto responsabile, ma anche sensibile alle lusinghe.
Shinji Yamashiro  (山城新二 ?, Yamashiro Shinji)
28 anni, attuale fidanzato di Hiroko. Viaggia spesso per lavoro e questo abbastanza difficile ai due di trascorrere un po' di tempo insieme.

## Manga

### Volumi
| Nº | Volumi   | Data di prima pubblicazione             | Data di prima pubblicazione |
| Nº | Volumi   | Giapponese                              |                             |
| 1  | Volume 1 | 22 novembre 2004 ISBN 978-4-06-328999-2 |                             |
| 2  | Volume 2 | 22 novembre 2004 ISBN 978-4-06-372453-0 |                             |
| 3  | Volume 3 | 22 novembre 2004 ISBN 978-4-06-372550-6 |                             |
| 4  | Volume 4 | 22 novembre 2004 ISBN 978-4-06-372626-8 |                             |

## Anime

### Colonna sonora
Tema di apertura
- Hataraku Otoko cantata da PUFFY

Tema di chiusura
- Shangri-La, testo di Kumiko Takahashi, cantata da chatmonchy

### Episodi
| Nº | Titolo italiano (traduzione letterale) Giapponese 「Kanji」 - Rōmaji | In onda          | In onda |
| Nº | Titolo italiano (traduzione letterale) Giapponese 「Kanji」 - Rōmaji | Giapponese       |         |
| 1  | L'hataraki al femminile 「女の働きマン」 - On'na no hataraki man     | 12 ottobre 2006  |         |
| 2  | L'uomo piccettatore 「張り込みマン」 - Harikomi man                  | 19 ottobre 2006  |         |
| 3  | L'uomo ramen 「ラーメンマン」 - Rāmen man                            | 26 ottobre 2006  |         |
| 4  | L'uomo che sbaglia 「あやまりマン」 - Ayamari man                    | 2 novembre 2006  |         |
| 5  | L'uomo che si volta indietro 「振り向きマン」 - Furimuki man         | 9 novembre 2006  |         |
| 6  | L'uomo principessa 「お姫さマン」 - O-Hime sa man                    | 16 novembre 2006 |         |
| 7  | L'uomo esigente 「こだわりマン」 - Kodawari man                      | 23 novembre 2006 |         |
| 8  | L'uomo ricompensato 「報われマン」 - Mukuwa re man                   | 30 novembre 2006 |         |
| 9  | Un vero hataraki 「一人前の働きマン」 - Ichininmae no hataraki man   | 7 dicembre 2006  |         |
| 10 | L'uomo non lavora 「働かないマン」 - Hatarakanai man                 | 14 dicembre 2006 |         |
| 11 | Di nuovo hataraki 「それでも働きマン」 - Soredemo hataraki man       | 21 dicembre 2006 |         |

## Dorama

### Episodi
| Nº | Titolo internazionale Giapponese 「Kanji」 - Rōmaji | In onda          | In onda |
| Nº | Titolo internazionale Giapponese 「Kanji」 - Rōmaji | Giapponese       |         |
| 1  | Work over love... Give me a break! 「恋愛より仕事…なんてカッコイイ話じゃない!!」 - Ren'ai yori shigoto... nante kakkoii hanashi janai!!                | 10 ottobre 2007  |         |
| 2  | A woman's enemies are women? 「女の敵はオンナ!?」 - Onna no teki ha onna!?                                                                             | 17 ottobre 2007  |         |
| 3  | I'll show you one day man 「いつか勝負をかけるぞマン」 - Itsuka shōbu wokakeruzo man                                                                   | 24 ottobre 2007  |         |
| 4  | Aspirations and tears... Look-back man 「憧れと涙…振り向きマン!!」 - Akogare to namida... furimuki man!!                                               | 31 ottobre 2007  |         |
| 5  | Are you proud of your work? 「仕事に誇りを持てますか?」 - Shigoto ni hokori wo mote masuka?                                                            | 7 novembre 2007  |         |
| 6  | Finally... Crises in love and work! 「ついに…恋と仕事の危機!!」 - Tsuini... koi to shigoto no kiki!!                                                   | 14 novembre 2007 |         |
| 7  | Breakup... But even then there's still work 「別れ…それでも仕事はある」 - Wakare... soredemo shigoto haaru                                             | 21 novembre 2007 |         |
| 8  | Rock bottom... Failed love is hell! 「どん底…失恋って大変だ!!」 - Don soko... shitsuren tte taihen da!!                                                | 28 novembre 2007 |         |
| 9  | Do you love your work? 「仕事に愛情を持てますか?」 - Shigoto ni aijō wo mote masuka?                                                                   | 5 dicembre 2007  |         |
| 10 | A father's love... There's no stopping me now! 「父の思い…私はきっと頑張れる!!」 - Chichi no omoi... watashi hakitto ganbare ru!!                      | 12 dicembre 2007 |         |
| 11 | 29th birthday... Love or work? It's decision time! 「29歳の誕生日…恋か仕事か決断の時!!」 - 29 toshi no tanjōbi... koi ka shigoto ka ketsudan no toki!! | 19 dicembre 2007 |         |